# Stewartville (Minnesota)
Stewartville es una ciudad ubicada en el condado de Olmsted en el estado estadounidense de Minnesota. En el Censo de 2010 tenía una población de 5916 habitantes y una densidad poblacional de 740,18 personas por km².

## Geografía
Stewartville se encuentra ubicada en las coordenadas 43°51′41″N 92°29′27″O / 43.86139, -92.49083. Según la Oficina del Censo de los Estados Unidos, Stewartville tiene una superficie total de 7.99 km², de la cual 7.87 km² corresponden a tierra firme y (1.49%) 0.12 km² es agua.

## Demografía
Según el censo de 2010, había 5916 personas residiendo en Stewartville. La densidad de población era de 740,18 hab./km². De los 5916 habitantes, Stewartville estaba compuesto por el 97.55% blancos, el 0.54% eran afroamericanos, el 0.2% eran amerindios, el 0.46% eran asiáticos, el 0% eran isleños del Pacífico, el 0.39% eran de otras razas y el 0.86% pertenecían a dos o más razas. Del total de la población el 1.49% eran hispanos o latinos de cualquier raza.